# Wedde (Westerwolde)
Wedde is een dorp en een voormalige gemeente in de gemeente Westerwolde (provincie Groningen). Het dorp telt 1.270 inwoners (2021). 

## Geografie
Wedde ligt op een dekzandrug langs de Westerwoldse Aa. Deze is tot het dorp bevaarbaar voor pleziervaart. Beide oevers van de Aa liggen in het Natuurnetwerk Nederland. Hier liggen diverse natuurgebieden. Zo liggen ten noorden van de Hoornderweg de Hoorndermeeden. Deze zijn evenals gebieden ten zuiden van deze weg, zoals de Geselberg, in handen van Staatsbosbeheer. Het dorp ligt tussen twee essen: de Lutke of Zuidesch en de Grote of Noorder Esch.
Ten noorden van Wedde ligt het recreatiegebied de Wedderbergen. 
Het dorp beschikt over enige middenstand. Langs het dorp loopt de N368.

## Geschiedenis

### Naam
De plaats komt voor het eerst voor in een oorkonde uit 1316 waarin de inwoners zich onder bescherming van de bisschop van Münster plaatsten en akkoord gingen met het betalen van de hoenderbelasting. De naam is waarschijnlijk afgeleid van het woord widu ("hout") en is een vervorming van wedo, wat "kreupelhout" of "bos" kan betekenen.

### Middeleeuwen
Het dorp lag aan de oude Heereweg naar Münsterland en had een eigen marke. In de 15e en 16e eeuw was echter vrijwel alle grond in handen van de familie Addinga, die de Wedderborg bewoonde. De bewoners waren toen allemaal beklemde meijers. De familie Addinga had het gebied in de 14e eeuw in leen gekregen van de Abdij van Corvey als compensatie voor hun landerijen die verloren gegaan waren bij een inbraak van de Dollard, vermoedelijk bij de Sint-Marcellusvloed van 1362. De tirannieke heerschappij van de Addinga's leidde er in 1478 toe dat de stad Groningen de Wedderborg verwoeste en herbouw alleen toestond zonder versterkingen.
In 1530 werd de Wedderborg met een list ingenomen door Berend van Hackfort en in 1536 door Georg Schenck van Toutenburg.

### Tachtigjarige Oorlog
In 1568 werd door de drost een tolboom geplaatst in de brug over de Westerwoldse Aa in de Heereweg. Dat jaar telde het dorp inclusief Hoorn en Wessinghuizen 33 huizen, die bij de slag om de Wedderborg door Adolf en Lodewijk van Nassau grotendeels verwoest werden of zwaar beschadigd raakten. In 1591 was het aantal huizen gegroeid tot 52, waaronder 20 in het dorp zelf. In 1593 werd het dorp echter opnieuw zwaar getroffen door oorlogshandelingen. Eerst werd de Wedderborg deels verwoest door Francisco Verdugo en vervolgens werd deze veroverd door Willem Lodewijk van Nassau. Bij deze schermutselingen werd ook een in 1540 door Haye III Addinga illegaal gebouwde windmolen verwoest.

### Nieuwe Tijd
In 1629 herstelde de stad Groningen de Wedderborg en werd het de zetel van de drost van Westerwolde, die werd bijgestaan door de borggraaf, meestentijds een lid van de familie Haselhoff. De hoge kosten van het onderhoud deden de stad besluiten om de borg in 1829 te verkopen. Daarna is de borg in verschillende handen geweest tot deze in 1990 gemeentelijk eigendom werd.
In 1666 werd het dorp platgebrand tijdens de Eerste Münsterse Oorlog.

### Markt
Vanaf ongeveer 1569 werd er markt gehouden in het dorp. Aanvankelijk twee keer per jaar: de Pinkstermarkt en de Herfst- of Linnenmarkt. Er werden vooral dieren verhandeld. En ook werd er vaak een kerstmis gehouden. In de 20e eeuw was het voornamelijk nog een paardenmarkt en na een aantal magere jaren en beide wereldoorlogen werd de markt opgeheven.

### Heksenprocessen

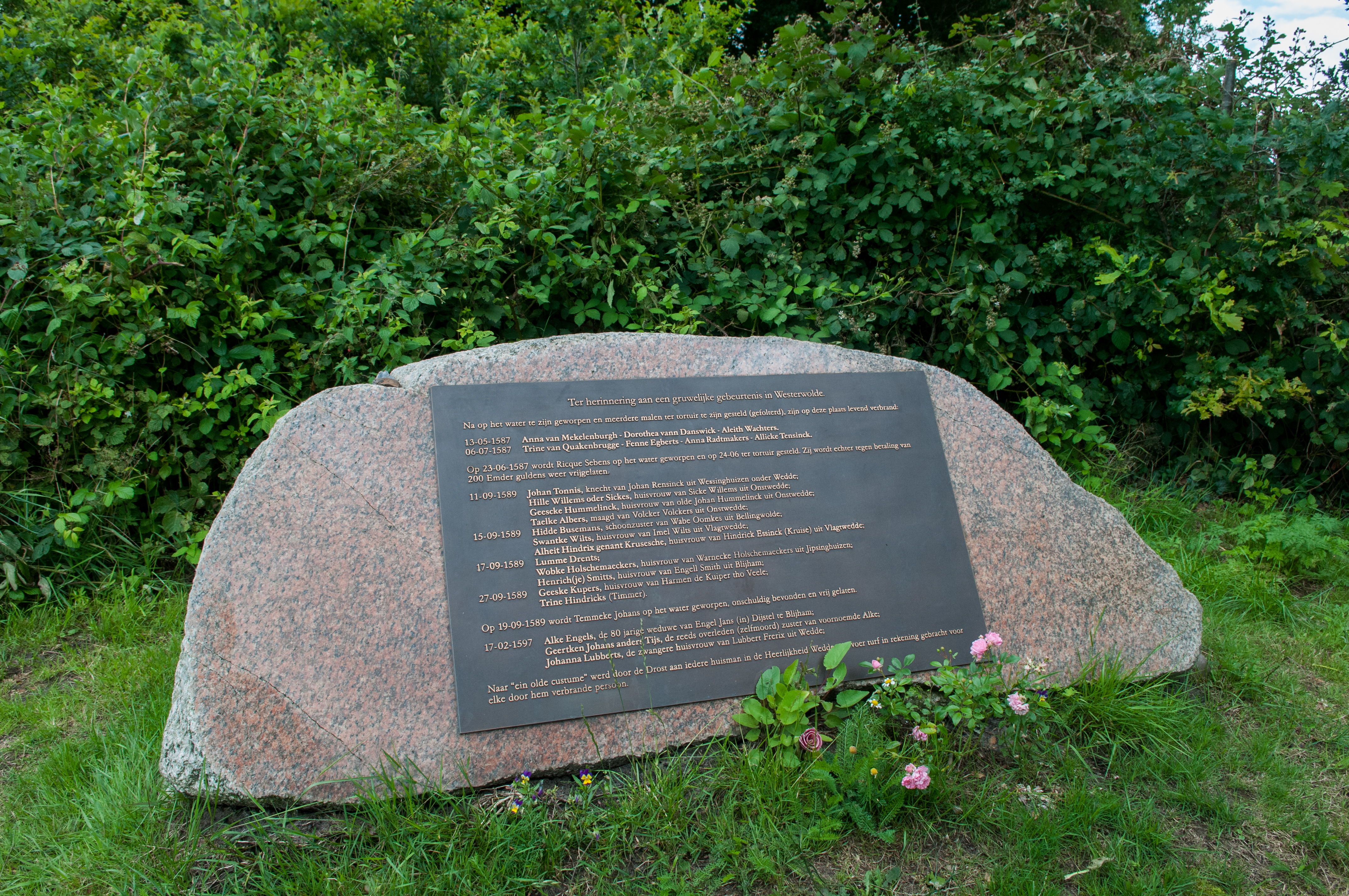
Onderaan de Geselberg bij Wedde (Nederland), ligt een gedenksteen voor de vrouwen die op de berg levend zijn verbrand.

Bij Wedde ligt de Geselberg: een voormalig galgenveld, waar in de 16e eeuw zo'n 20 vrouwen werden berecht en vaak ook levend verbrand, ten tijde van de Europese heksenvervolging.

### Stoomtram
In 1915 werd de stoomtramlijn van de OG tussen Winschoten en Ter Apel geopend die door Wedde liep. De lijn bestond hier uit straatspoor die met S-bogen door het dorp heen liep en soms dicht bij de huizen kwam. In 1948 is de lijn gesloten voor vrijwel al het vervoer. Tot 1950 waren er nog zandtransporten in verband met de aanleg van een rijksweg. Hierna werd de lijn opgebroken.

## Gemeente Wedde
Wedde was tot 1968 een zelfstandige gemeente. Tot die gemeente behoorden naast het hoofddorp de volgende dorpen, buurtschappen en gehuchten: Blijham, Hoornderveen, Hoorn, Lutjeloo, Morige, Tjabbesstreek, Wedderheide, Weddermarke en Wedderveer. Het gemeentehuis bevond zich aanvankelijk in Wedde. Sinds 1861 zetelde het gemeentebestuur in hotel Nieuwburg te Blijham, waarbij in 1886 een nieuw gemeentehuis werd gebouwd. 
De nieuwe gemeente Bellingwedde maakte aanvankelijk gebruik van het bestaande gemeentehuis in Bellingwolde, dat in 1988 werd vernieuwd. In 2001 verhuisde gemeente naar het voormalige waterschapshuis van het Dollardzijlvest, direct tegenover de borg. Na de fusie met Vlagtwedde bleven aanvankelijk beide gemeentehuizen in gebruik, maar uit praktische overwegingen koos de gemeenteraad voor Sellingen. Het kantoor te Wedde bleef tot december 2022 open. Het wordt nu verbouwd tot wooncomplex.

## Bezienswaardigheden

### Wedderborg
Vanuit de borg in Wedde is heerlijkheid Westerwolde eeuwenlang bestuurd. Wie de Borg in handen had kon zich feitelijk heer van Westerwolde noemen.

### Kerk
De Hervormde kerk heeft een schip uit de dertiende eeuw. Hij komt tevens voor op de aanvulling op een lijst van kerken van de Abdij van Corvey, die omstreeks deze tijd is opgetekend. Het koor stamt uit de vijftiende eeuw. Vroeger stond er op enige afstand van de kerk een losstaande houten klokkenstoel, maar die werd in 1860 door de huidige kerktoren vervangen.

## Trivia
- Wedde werd in maart 2010 uitgeroepen tot Swiebertjedorp, omdat het dorp in veel opzichten lijkt op het dorp in de televisieserie Swiebertje. Op 14 december 2012 werd bekend dat Swiebertjedorp Wedde van de baan is.[3]

## Geboren in Wedde
- Anno Houwing (1905-1983), verzetsstrijder en politiecommissaris
- Arnold Hendrik Koning (1839-1926), burgemeester
- Johannes Sixtus Gerhardus Koning (1809-1888), burgemeester
- Harry Waalkens (1922-1985), politicus

## Overleden in Wedde
- Sixtus Gerhardus Eckringa (1785-1876), burgemeester van Wedde
- Simon Pompeus ter Cock (1848-1911), burgemeester van Wedde
- Wouter Oudemans (1951-2024), filosoof

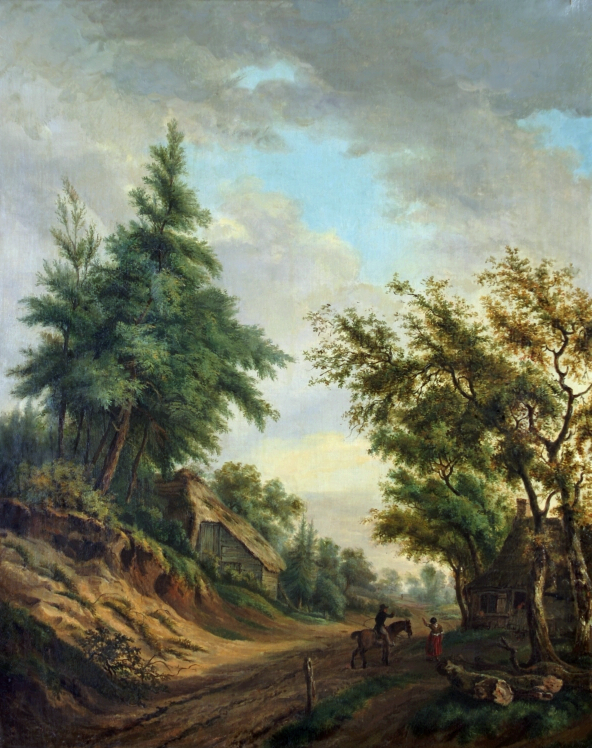
Omgeving van Wedde (Arnold Hendrik Koning, 1828)
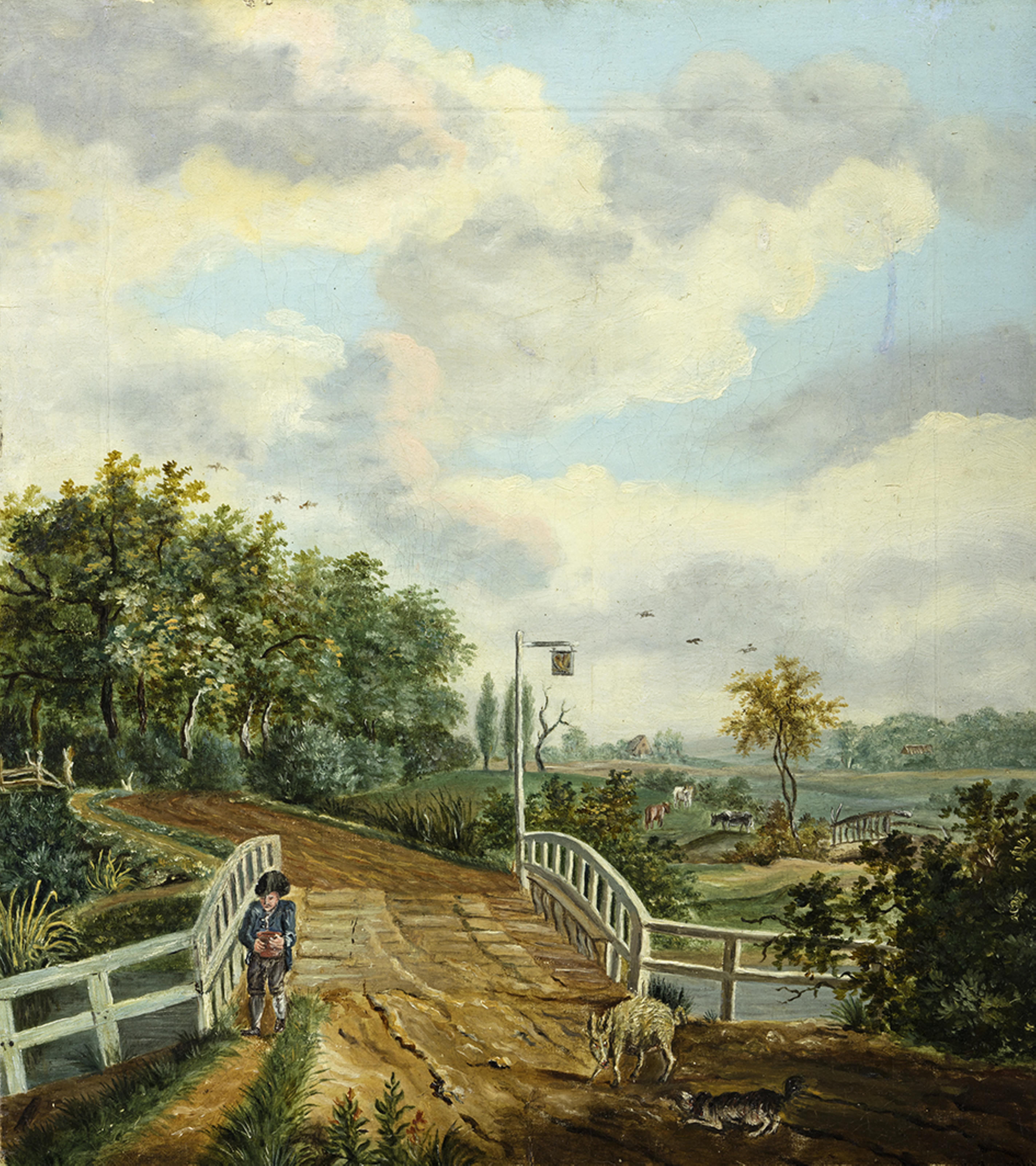
Brug te Wedde (Assuerus Quaestius, 1831)